# Dožice
Dožice jsou vesnice, část obce Mladý Smolivec v okrese Plzeň-jih v Plzeňském kraji. Nachází se asi tři kilometry severozápadně od Mladého Smolivce. Prochází zde silnice II/191. Dožice jsou také název katastrálního území o rozloze 4,34 km².

## Historie
Ves Dožice s tvrzí se poprvé připomíná k roku 1318. Roku 1565 dal postavit M. Chanovský z Dlouhé Vsi na vrchu Kamýku na severozápadním okraji obce kostel svatého Michala, opravený roku 1863 a 1907. Roku 1890 zde žilo v 96 domech 594 obyvatel a Ottův slovník uvádí zámek, který patrně zanikl.

## Obyvatelstvo
| Rok            | 1869 | 1880 | 1890 | 1900 | 1910 | 1921 | 1930 | 1950 | 1961 | 1970 | 1980 | 1991 | 2001 | 2011 | 2021 |
| -------------- | ---- | ---- | ---- | ---- | ---- | ---- | ---- | ---- | ---- | ---- | ---- | ---- | ---- | ---- | ---- |
| Počet obyvatel | 606  | 613  | 594  | 504  | 493  | 463  | 390  | 276  | 261  | 236  | 170  | 126  | 115  | 116  | 119  |
| Počet domů     | 73   | 82   | 96   | 97   | 93   | 91   | 95   | 95   | 67   | 61   | 55   | 50   | 78   | 80   | 81   |

## Obecní správa
Při sčítání lidu v letech 1850–1975 Dožice byly samostatnou obcí, se kterým patřily nejprve do okresu Blatná, ale od roku 1960 v okrese Plzeň-jih. Od 1. ledna 1976 jsou částí obce Mladý Smolivec v okrese Plzeň-jih. V letech 1850–1879 k obci patřily Budislavice a Radošice.

## Pamětihodnosti
- Jednolodní obdélný kostel svatého Michaela archanděla s pravoúhlým presbytářem a věží v průčelí. Na fasádách jsou lizénové rámce. Presbytář i loď mají valené klenby s výsečemi, pásy v lodi vybíhají z polosloupů a pilastrů. Vnitřní zařízení je barokní z doby po roce 1710. Boční oltář Piety v lodi se sochami z konce 17. století.
- Na návsi u rybníčku stojí tři kamenné sochy světců z roku 1742.[4]

## Galerie

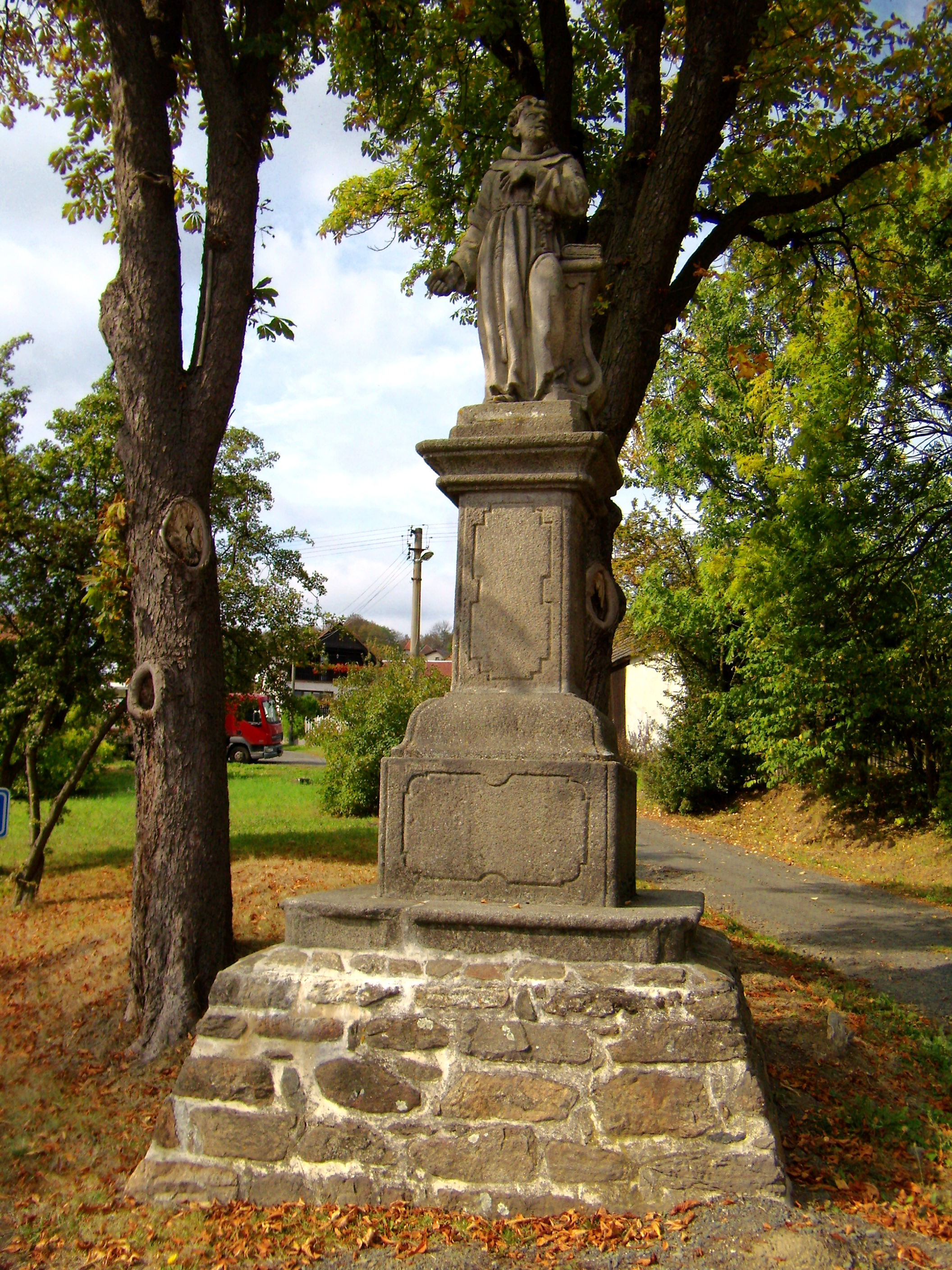
Socha svatého Antonína Paduánského
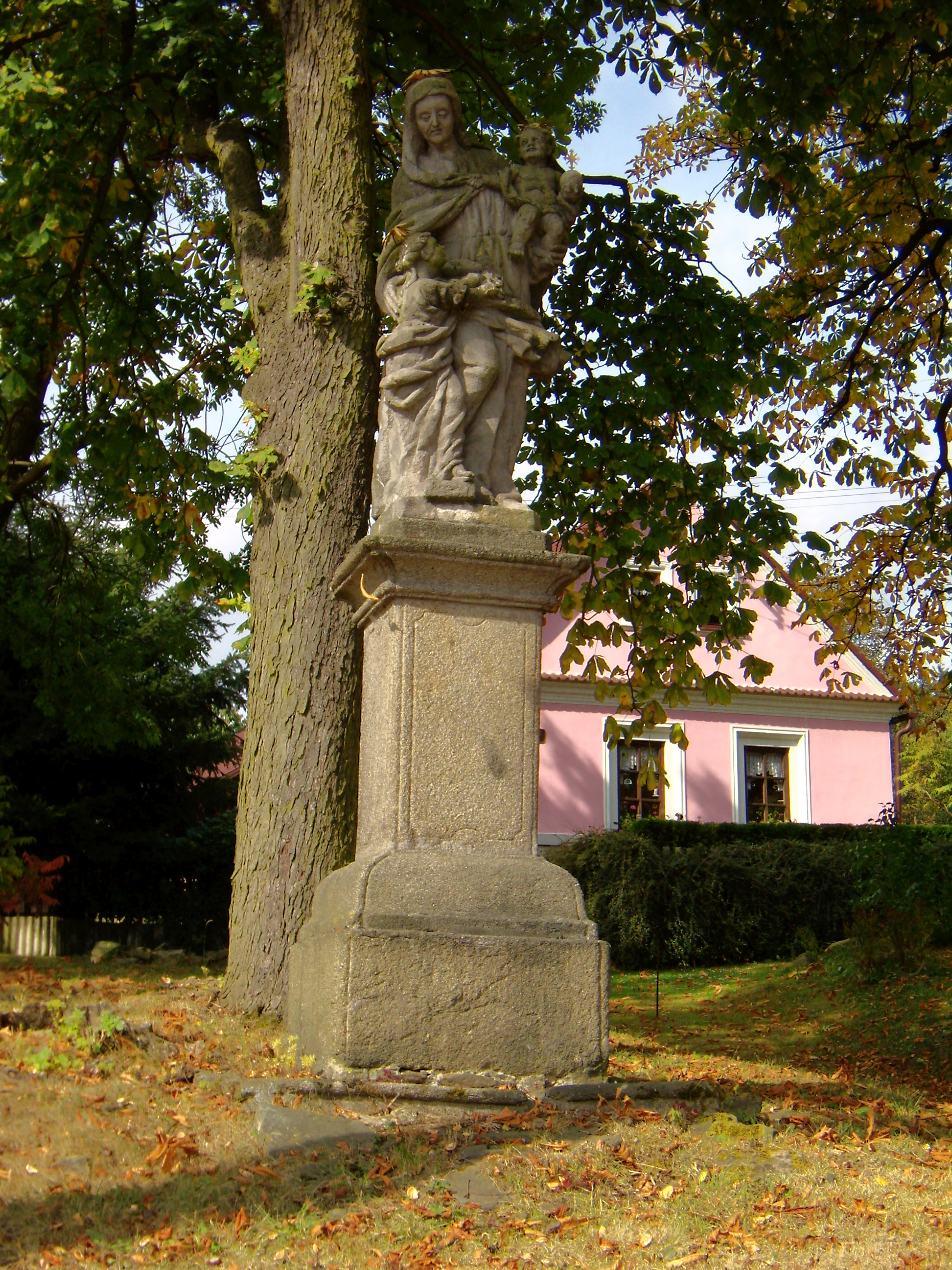
Socha svaté Anny